# إدموند روستان
إدمون روستان (بالفرنسية: Edmond Rostand)‏ واسمه الكامل «إدمون بوجين ألكس روستان» شاعر وروائي ومسرحي فرنسي (1 أبريل 1868-2 ديسمبر 1918) وُلد في مدينة مرسيليا. اشتهر برواياته التّي صنعت عهداً من الرومانسية الجديدة والتّي حملت بديلاً للجمهور عن الروايات الواقعية الصادمة التّي كانت الأكثر انتشاراً في نهايات القرن التاسع عشر. كما اشتهر بمسرحياته البطولية، ومنها سيرانو دي برجراك (مسرحية) عن حياة سيرانو دي برجراك، والنسر الصغير عن حياة نابليون.
صنف النقاد مسرحيات روستان بأنها فريدة في بابها بالنسبة لعصره، إذ أنه كان يكتب مسرحاً رومانسياً منظوماً في عصر كان معظم كتاب المسرح يفضلون أسلوب المدرسة الطبيعية، الذي يتعين أن تكون المسرحية فيه مغرقة في الواقعية والتشاؤم، ومكتوبة بالنثر. وأول مسرحية لروستان واسمها الرومانتيكيون (1894 م) كانت قصة مختلفة يتناول موضوعها قصص غرام الشباب.

## حياته
ولد روستان في الأول من أبريل عام 1868 للميلاد في مدينة مرسيليا الفرنسية الساحلية لعائلة مثقفة وغنية من منطقة بروفنس الشهيرة وكان أبوه أقتصادياً لامعاً وشاعراً وعضواً في جامعة مارسيليا ومعهد فرنسا أيضاً، وهذا ما أتاح للشاب إدمون دراسة الأدب والتاريخ والفلسفة في جامعة ستانسيلاس الباريسية. تزوج من الشاعرة روزموند جيرارد حفيدة الجنرال الفرنسي أتيان موريس جيرارد وأنجب منها طفلين جان وموريس وكلاهما اشتهر في ما بعد. مرِض وهو في الثلاثين من عُمره بالتهاب الجنبة (الغشاء المحيط بالرئتين) وأنتقل إلى اقليم الباسك الفرنسي أملاً في الشفاء، وما يزال منزله في أقليم الباسك قائماً إلى الآن كمتحف ذو طابع باسكي وفن وحرفية وهندسة محلية وتوفي عام 1918 للميلاد بعد إصابته بوباء الإنفلونزا الأسبانية.

## أعماله
ترك روستان إرثاً أدبياً مهماً تألف من إثنا عشر مؤلفًا بين رواية ومسرحية وديوان شعري[ ؟ ] رغم وفاته في عمر صغير نسبياً. وقد أنتجت مسرحيته الأولى الهزلية المسماة «الرومانسيون» في 21 مايو 1894 على المسرح الفرنسي ومن مسرحياته المبكرة أيضًا «الأميرة البعيدة» عن قصة المطرب جفري رودل مع كونتيسة طرابلس أوديرنا. وقد افتتحت يوم 5 أبريل 1895 على مسرح النهضة وكان دور ميلسيندا قد تم تمثيله بواسطة الممثلة سارة برنار والتّي قامت أيضًا بدور الأميرة السامرية على نفس مسرح النهضة في 14 أبريل 1897 وهي مسرحية درامية مقتبسة عن قصة لأمراة من السامريين في الإنجيل.
كان ادموند يبلغ من العمر 29 عاما في أبان الأداء الأول لمسرحيته الشهيرة سيرانو دي برجراك التّي تم إنتاجها عام 1898 م على مسرح دي لابورت سان مارتين عن الكوميديا البطولية «سيرانو دي برجراك» والتّي نشرها في 28 ديسمبر 1897
مع بينوا كونستان كوكويلين في دورسيرانو والذّي كان يمثل انتصارًا للمسرح الفرنسي آنذاك الذّي لم يعرف مثل هذا الحماس للدراما منذ مسرحية «هرناني» لفكتور هوغو [وفقًا لِمَن؟]. وسرعان ما ترجمت المسرحية إلى اللغة الإنكليزية والألمانية[ ؟ ] والروسية واللغات الأوروبية الأخرى.وكان ذلك أمر غير أعتيادي لمسرحية عن بطل تاريخي كان قد عاش في القرن 17 الفرنسي[بحاجة لمصدر].
وقد وصف روستان المسرحية بأنها ملهاة ملحمية [بحاجة لمصدر]، تقع أحداثها في القرن السابع عشر الميلادي. وهي تعرض قصة مؤثرة عن سيرانو الذي كان شاعرًا متعجرفًا، له أنف طويل وقبيح. وبسبب مظهره، كان سيرانو يخجل من التودد إلى المرأة التي يحبها. وبدلا من ذلك يكتب الرسائل إليها، ممهورة بتوقيع صديق له كان شابًا وسيمًا، وكان هو أيضًا يحبها. فإذا بالمرأة تقع في غرام هذا الشاب، من خلال الرسائل دون أن تدري أن سيرانو هو الكاتب الحقيقي.
في مسرحيته «النسر الصغير» اختار روستان موضوعاً من التاريخ. وهو هن نابليون الثاني المعروف بدوق ريخستاد والتّي تتضمن الكثير من المعلومات غير المعروفة عن الحياة التعيسة لهذا الأمير الصغير نجل نابليون من ماري لويز الأميرة النمساوية في بلاط قصر شونبرن في فيينا والذّي عاش فيه تحت أنظار جد مراقبًا عن كثب من قِبل الأمير النمساوي المتنفذ كليمنس ميترنخ.وقيل ان كتابته لهذه المسرحية جاءت بعد قراءته لكتاب هنري ويلشنجر ملك روما عن حياة نابليون الثاني. وقد أنتجت مسرحية النسر الصغير في ستة فصول في 15 مارس 1900 على مسرح سارة برنار ومن إنتاجها وقامت بدور دوق ريخستاد بنفسها.
في عام 1901، أصبح روستان أصغر كاتب ينتخب لتأليف مسرحية غنائية لصالح الأكاديمية الفرنسية. وقد أنتجت في فبراير 1910 وقد تأخر إنتاجها وكانت هذه المسرحية المعروفة ب«شانكلير» من بطولة لوسيان جتري في دور السيدة وسيموني في دور الدراج. وهي مسرحية خيالية عن الطيور والحيوانات المقيمة في المزرعة والغابات.

## روابط خارجية
- إدموند روستان على موقع IMDb (الإنجليزية)
- إدموند روستان على موقع الموسوعة البريطانية (الإنجليزية)
- إدموند روستان على موقع قاعدة بيانات الأفلام العربية
- إدموند روستان على موقع ألو سيني (الفرنسية)
- إدموند روستان على موقع ميوزك برينز (الإنجليزية)
- إدموند روستان على موقع أول موفي (الإنجليزية)
- إدموند روستان على موقع قاعدة بيانات برودواي على الإنترنت (الإنجليزية)
- إدموند روستان على موقع قاعدة بيانات الأفلام السويدية (السويدية)
- إدموند روستان على موقع إن إن دي بي (الإنجليزية)
- إدموند روستان على موقع ديسكوغز (الإنجليزية)